# Виндхам (Њујорк)
Виндхам (енгл. Windham) насељено је место без административног статуса у америчкој савезној држави Њујорк.

## Демографија
По попису из 2010. године број становника је 367, што је 8 (2,2%) становника више него 2000. године.
| Група             | 2000.       | 2010.       |
| Белци             | 350 (97,5%) | 323 (88,0%) |
| Афроамериканци    | 0 (0,0%)    | 1 (0,3%)    |
| Азијати           | 0 (0,0%)    | 6 (1,6%)    |
| Хиспаноамериканци | 4 (1,1%)    | 29 (7,9%)   |
| Укупно            | 359         | 367         |